# Beneharnum
Beneharnum era una ciutat esmentada a l'Itinerari d'Antoní, propera a Dacs o Dax (Aquae Tarbellicae) i a la via cap a Tolosa a través d'Aquae Convenarum. També estava comunicada amb Cesaragusta. És probablement alguna vila propera a Ortè. Fou probablement l'origen del nom Bearn. És l'actual Lescar.
La ciutat encara existia al segle vi i era seu d'un bisbat.